# 前野知常
前野 知常（まえの ともつね、1959年5月30日 - ）は東京都出身の作曲家・編曲家・キーボーディスト。洗足学園音楽大学教員。血液型はA型。

## 来歴
1983年（昭和58年）、BAKER SHOP BOOGIEに加入。
1989年（平成元年）、ゲームソフト『ニュートピア』の音楽を担当。続編『ニュートピアII』でも担当している。
1990年（平成2年）、活動拠点を地元の東京都に移転するため、BAKER SHOP BOOGIEを脱退。
1992年（平成4年）、坂井紀雄、藤井章司、小野寺明敏らと洋楽カバープロジェクト、The Rootsとして活動。
1993年（平成5年）、東京ミュージック&メディアアーツ尚美の講師に就任し、2003年まで行う。
1994年（平成6年）、月光恵亮プロデュースで、日本テレビ『西遊記』の音楽を担当。
1998年（平成10年）、この年以降、甲斐よしひろのサポートミュージシャンを担当。
2002年（平成14年）、古巣BAKER SHOP BOOGIEのプロデュースを担当。同時に洗足学園音楽大学の講師に就任。
2005年（平成17年）11月、松藤英男、坂井紀雄と「Back to The Roots」を結成。
2009年（平成21年）、洗足学園音楽大学准教授及び同大学のロック&ポップコースの統括責任者に就任。当時は田村直美のサポートミュージシャンを、同大学の講師を務める小柳昌法、明石昌夫、北島健二と共に務めた。

## 楽曲提供

### 作曲
- 唐真久乃「あなたに会いたくて」（編曲：坂井紀雄）
- 椎名へきる「私の未来」（編曲：田原音彦）

### 作曲・編曲
- 森下玲可「白い夏」「もうあなたに迷わない」「天使の夜」「朝まで飲もうよ」

### 編曲
- 飯田圭織「エーゲ海に抱かれて」「未来図」「ありふれた奇跡」「情熱のトビラ」「同じ場所で」「ユリーカの風」「未来予報」
- WIZ KIDS『The New Lost Generation』（WIZ KIDSと共同）
- Cublic『Cublic』（神長弘一と共同）
- 児島未散「ひとりじゃもういられない」
- 19「やさしい鼓動」
- DELTA「SHINING WIND」「最後のタンデムラン」（両方ともDELTAと共同）
- TRYBECCA（全曲、松尾宗仁と共同）
- 橋本さとし「黒い瞳」
- BEREEVE「あの季節をもう一度」（石井ヒトシと共同）
- 保志総一朗「Proud of my loneliness」
- Bonny Duck!?『ビロ～ン』（Bonny Duck!?と共同）
- 松田樹利亜「シングル・ガール」（神長弘一と共同）「Wish Upon a Star」
- 森下玲可『ZERO』「シンデレラになんてなりたいとは思わない」（両方とも神長弘一と共同）「SERIOUS MY LOVE」「運命にKISS」「ちゃんとしてよね」
- LISAGO『GO ON AND ROCK IT!』
- LINDBERG『LINDBERG XII』（LINDBERGと共同）

## レコーディング参加
- COW COW『2 INNOCENT』
- 川添智久「愛が欲しい」『STAND UP TO THE VICTORY』
- 児島未散「Falling Rain」「そばにいられたなら」
- 佐久間学「BROKEN GLASS」「ハローガール」「ガラクタみたいに」「Underground Cinderella Girl」
- the TABLES『tablemania』
- 寺岡呼人「君を見つめてた 月が照らしてた」
- PASSENGERS『EXIT』
- BEREEVE「MOTION IN TIME」「Painful Rain」「この素晴らしい世界で」「儚き日々たちへ」
- 松田樹利亜「だまってないで」「FOREVER DREAM」『Julia II』「Fly So High」
- 山瀬まみ『親指姫ふたたび…』
- ゆず『ゆずえん』

## ゲーム音楽
- ニュートピア（ハドソン、PCエンジン）
- サラダの国のトマト姫（ハドソン、ファミリーコンピュータ）
- バトルエース（ハドソン、PCエンジンスーパーグラフィックス）
- 桃太郎伝説II（ハドソン、PCエンジン）（サウンドエフェクト）
- 天外魔境 ZIRIA（ハドソン、PCエンジン CD-ROM2）
- 戦国麻雀（ハドソン、PCエンジン）
- スピンペア（メディアリング、PCエンジン）